# Alessandro Carlotti

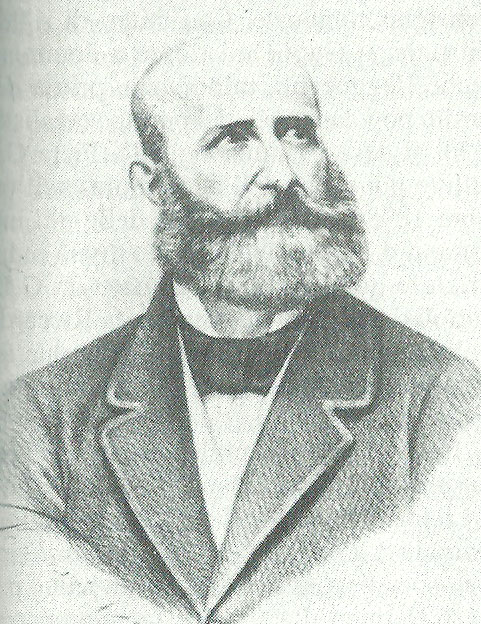
Alessandro Carlotti

Alessandro Carlotti (Garda, 11 maart 1809 – Verona, 3 november 1867) was de eerste burgemeester van Verona in het eengemaakte Italië.
Markies Carlotti groeide op aan het Gardameer. Tijdens het Oostenrijks bestuur in Veneto (1815-1866),, zetelde Carlotti in het stadsbestuur van Verona. Na het verdrag van Wenen (1866) werd Veneto deel van het jonge koninkrijk Italië. Vanaf november 1866 reeds was Carlotti bij de eerste Venetianen die zetelden in de Senaat in Firenze. Van begin 1867 tot zijn overlijden in november 1867 was hij senator-burgemeester van Verona. Zijn voorganger, Edoardo De Betta, was de laatste Oostenrijkse burgemeester van Verona; deze werd volksvertegenwoordiger in Rome.